# René Philombe
René Philombe, pseudonimo di Philippe Louis Ombédé (Ngaoundéré, 13 novembre 1930 – Yaoundé, 25 ottobre 2001), è stato un poeta e scrittore camerunese.
René Philombe ha reagito il suo impegno nella liberazione dell'Africa. Il suo vero nome era Philippe Louis Ombédé, la sillaba Phil e Ombre, forma il suo "nome di penna".
Ha iniziato a comporre opere letterarie nel 1958, quando venne colpito dalla Poliomielite che paralizzò entrambe le sue gambe. Forzato sulla sedia a rotelle, iniziò a leggere alcuni giornali in lingua francese e quindi a scriverci. Una delle sue poesie più famose è L'homme qui te ressemble, che tratta il tema del razzismo.